# Kino „Muranów”
Kino „Muranów” – kino znajdujące się przy ul. gen. Władysława Andersa 5 w Warszawie.

## Opis
Kino powstało po II wojnie światowej w jednym z budynków osiedla Muranów Południowy, zbudowanego w miejscu dawnego warszawskiego getta.
Od 1994 kino należy do firmy dystrybucyjnej Gutek Film. W 2016 przeszło generalny remont. Posiada 4 klimatyzowane sale (Zbyszek i Gerard, nazwane na cześć Zbigniewa Cybulskiego i Gérarda Philipe'a oraz dwie sale kameralne: Polę i Ingrid, nazwane na cześć Poli Negri oraz Ingrid Bergman). Wyposażone jest w system dźwiękowy Dolby Digital i przystosowane dla potrzeb osób poruszających się na wózkach inwalidzkich.
W 2004 otrzymało nagrodę Europa Cinemas Award dla najlepszego kina w Europie pod względem repertuaru.
W 2008 otrzymało Nagrodę Polskiego Instytutu Sztuki Filmowej w kategorii kino za działalność w 2007.

## Inne informacje
Od 1952 roku przed kinem znajduje się zabytkowa fontanna z 1866 roku.